# 메카닉: 리크루트
《메카닉: 리크루트》(영어: Mechanic: Resurrection)는 2016년에 개봉한 미국의 액션 스릴러 영화로, 2011년 영화 《메카닉》의 속편이다. 데니스 간젤이 연출하고, 제이슨 스테이섬, 제시카 앨바, 토미 리 존스, 미셸 요 등이 출연하였다.

## 출연
- 제이슨 스테이섬 - 아서 비숍 역
- 제시카 앨바 - 지나 손턴 역
- 토미 리 존스 - 맥스 애덤스 역
- 미셸 요 - 메이 역
- 샘 헤이즐딘 - 라이아 크레인 역
- 존 시너티엠포 - 제러미 콕스 역
- 토비 에딩턴 - 에이드리언 쿡 역
- 페미 엘루포워주 주니어 - 말런 크릴 역
- 라타 퐁암 - 러네이 트랜 역: 크레인의 배달원.
- 에런 브럼필드 - 애덤스의 보안 책임자 역
- 위타야 빤싱암 - 교도소장 역
- 내털리 번 - BBC 기자 역
- 보니 젤러바크 - 교장 역
- 레이철 오메라 - 임대 에이전트 역
- 오언 오브라이언 - 용병 1 역
- 라이초 바실레프 - 플레처 역: 크레인의 경호원. (크레디트 미기재)
- 제프리 줄리아노 - 남자 역 (크레디트 미기재)
- 토메르 오즈 - 애덤스의 경호원 역 (크레디트 미기재)